# Hova
Hova este un oraș în Suedia.

## Demografie
| \| Evoluția demografică a zonei urbane Hova, 1970–2015 \| Evoluția demografică a zonei urbane Hova, 1970–2015 \| Evoluția demografică a zonei urbane Hova, 1970–2015 \| Evoluția demografică a zonei urbane Hova, 1970–2015 \| Evoluția demografică a zonei urbane Hova, 1970–2015 \| \| --------------------------------------------------------------------------------------- \| --------------------------------------------------- \| --------------------------------------------------- \| --------------------------------------------------- \| --------------------------------------------------- \| \| An \| \| \| Locuitori \| \| \| 1970 \| 1970 \| \| 1.713 \| 1.713 \| \| 1975 \| 1975 \| \| 1.704 \| 1.704 \| \| 1980 \| 1980 \| \| 1.686 \| 1.686 \| \| 1990 \| 1990 \| \| 1.664 \| 1.664 \| \| 1995 \| 1995 \| \| 1.570 \| 1.570 \| \| 2000 \| 2000 \| \| 1.431 \| 1.431 \| \| 2005 \| 2005 \| \| 1.375 \| 1.375 \| \| 2010 \| 2010 \| \| 1.288 \| 1.288 \| \| 2015 \| 2015 \| \| 1.254 \| 1.254 \| \| Sursa: SCB - Statistika Centralbyrån, Folkmängden per tätort. Vart femte år 1960 - 2016 \| \| \| \| \| |      |  |           |       |
| Evoluția demografică a zonei urbane Hova, 1970–2015 |      |  |           |       |
| An |      |  | Locuitori |       |
| 1970 | 1970 |  | 1.713     | 1.713 |
| 1975 | 1975 |  | 1.704     | 1.704 |
| 1980 | 1980 |  | 1.686     | 1.686 |
| 1990 | 1990 |  | 1.664     | 1.664 |
| 1995 | 1995 |  | 1.570     | 1.570 |
| 2000 | 2000 |  | 1.431     | 1.431 |
| 2005 | 2005 |  | 1.375     | 1.375 |
| 2010 | 2010 |  | 1.288     | 1.288 |
| 2015 | 2015 |  | 1.254     | 1.254 |
| Sursa: SCB - Statistika Centralbyrån, Folkmängden per tätort. Vart femte år 1960 - 2016 |      |  |           |       |